# فرکانس نرمال شده (فیبر نوری)
در فیبر نوری، فرکانس نرمال‌شده یا بسامد نرمال‌شده یا بسامد بِهَنجارشده، V (که عدد V نیز نامیده می‌شود)، با {\displaystyle V={2\pi a \over \lambda }{\sqrt {{n1}^{2}-{n_{2}}^{2}}}={2\pi a \over \lambda }\times NA,} که در آن a شعاع هسته، λ طول‌موج در خلاء، n1 حداکثر ضریب شکست هسته n2 ضریب شکست روکش همگن است، و با استفاده از تعریف معمول روزنه عددی NA است.
در عملکرد چندمُد یک فیبر نوری با نمایهٔ شاخص توانی، تعداد تقریبی مُدهای محدود (حجم مُد)، با {\displaystyle {V^{2} \over 2}\left({g \over g+2}\right)\ ,} که در آن g پارامتر پروفایل و V فرکانس نرمال شده است که برای اینکه تقریب معتبر باشد باید بزرگتر از ۵ باشد.
برای فیبر با شاخص‌پله‌ای، حجم مُد با V2/2 داده می‌شود. برای عملکرد تک‌مُد، نیاز است که V < 2.4048، اولین ریشه تابع بسل J0.